# JC Gonzalez
Juan Camilo Gonzalez, cunoscut profesional ca JC Gonzalez, este actor și cântăreț-compozitor columbian. Cariera sa a debutat în 2009, când a început să joace în reclame tv în Texas .  Gonzalez a candidat, de asemenea, la " Making Menudo", un reality show MTV pentru care au fost selectați 25 de cântăreți bilingvi de sex masculin. Gonzalez și-a făcut apariția în filme și televiziune, cum ar fi Parks and Recreation, Blue (seria web) și Los Americans . 

## Biografie
Gonzalez s-a născut în Bogotá, Colombia în anul 1990. El are doi frați mai mici. Gonzalez era clasificat ca fiind un copil hiperactiv, așadar a primit porecla de 'cutremur' Gonzalez împreună cu familia s-au mutat în Houston când el avea șapte ani, astfel încât fratele lui mai mic să poată urma un tratament medical. when he was seven years old.
Gonzalez și-a început studiile la școala primară Gimnasio Los Caobos în Bogota, Colombia, după care a absolvitClements High School în Sugar Land, Texas.
JC Gonzalez s-a lăsat condus de impulsul său, așa cum este menționat pe portalul 'Pantallazos de Noticias' , unde se afirmă că a moștenit această trăsătură de caracter de la bunica sa din partea mamei 'Cándida Rueda', cunoscută drept manager la  Hotel San Carlos in Barrancabermeja, (Santander, Colombia)
Artistul s-a făcut, de asemenea, cunoscut prin mai multe interviuri unde vorbea despre fratele său, Daniel, care este una dintre persoanele care îl susțin cel mai mult și pentru care luptă. Daniel s-a vindecat în mare parte de o boală ciudată, numită Arthrogryposis Multiplex Congenita (AMC), iar acest lucru l-a învățat pe JC Gonzalez că fără efort nu obții rezultate.

## Carieră

### Muzică
Gonzalez a înregistrat originalul, dar și remixul piesei "El Perdón" by Enrique Iglesias and Nicky Jam. În 2006, Gonzalez își pregătea debutul solo printr-un album, numit  AwakIn, care conținea piese în Engleză și Spaniolă cu un amestec de ritmuri latine, dar și rap American și pop.

### Actoria și televiziunea
Gonzalez și-a început cariera în actorie în reclamele TV dinTexas. După absolvirea liceului, Gonzalez s-a mutat în Los Angeles, unde a început să lucreze în televiziune. A jucat în reclame televizate pentru Ford, Honda și AT&T.
În Ianuarie 2007, January 2007, Gonzalez a fost la un casting pentru Making Menudo în Los Angeles. El nu a fost selectat, așadar a început cursuri de dans și a fost la casting din nou în Dallas. În Dallas, a fost ales dintre cei douăzeci de participanți, de către cântărețul Puerto Rican Luis Fonsi și de către Daniel Luna, crainic radio, urmând să meargă în New York, unde se filma Road to Menudo series.

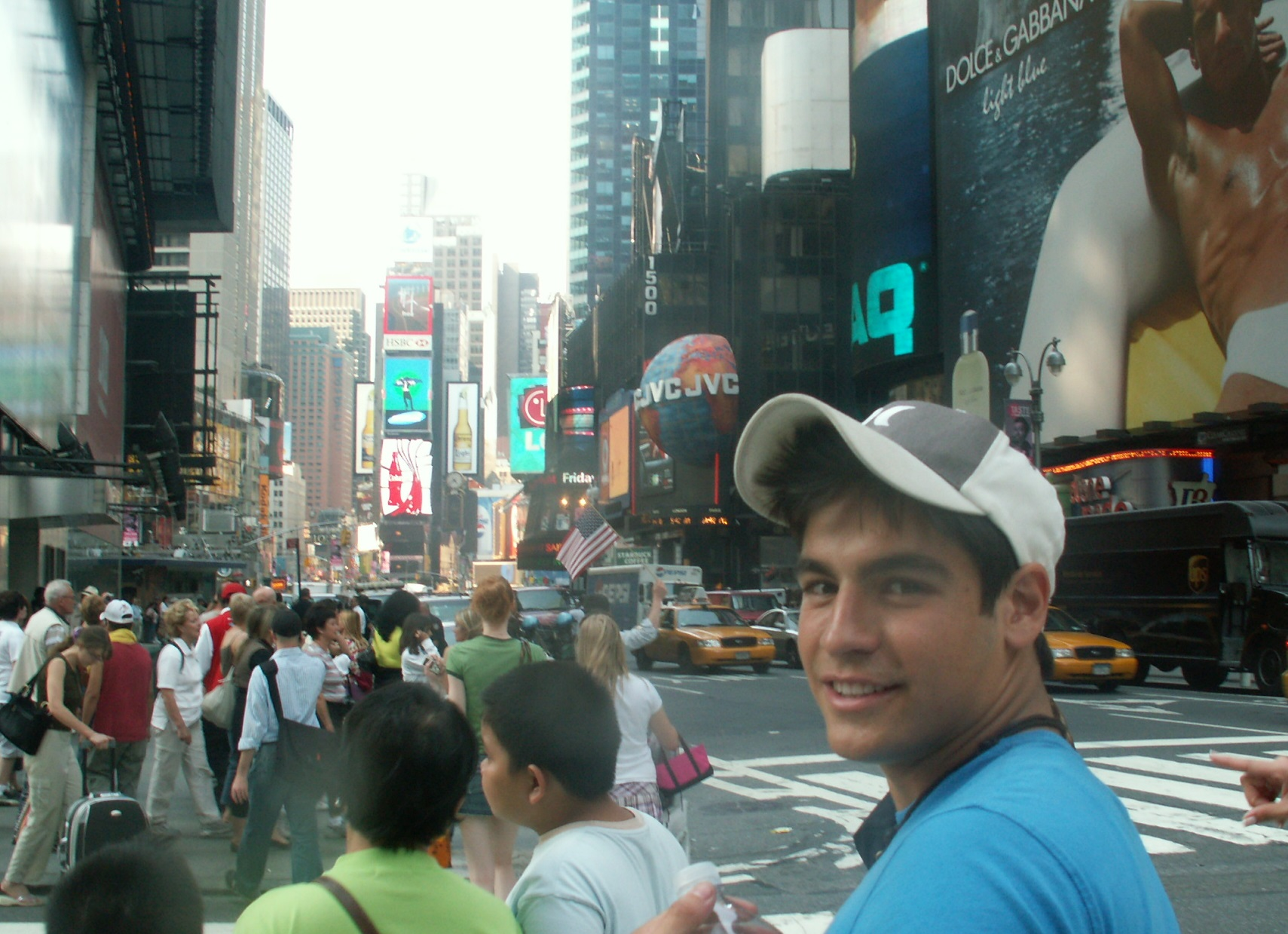
Gonzalez plimbându-se pe "Fifth Avenue" în Manhattan, New York, Iunie 2007

În cele din urmă, în 2007, pentru același proiect " Making Menudo ", Gonzalez a fost selectat pentru a face parte din juriul noii trupe Latino boy Menudo .  Trupa ar fi o fuziune de muzică urbană, pop și rock în engleză și spaniolă având ca scop producerea mai multor albume cu eticheta Sony BMG Epic Records . Au avut loc mai multe audiții în diferite orașe, cum ar fi Los Angeles, Dallas, Miami, New York, printre altele. Gonzalez a făcut parte din castingul de la Dallas, unde la emisiunea crainicului radio  Daniel Luna au fost aleși diferiți concurenți, iar printre cei câștigători, Gonzalez a fost unul din cei 25. 
Ca parte a spectacolului, Gonzalez împreună cu alți paisprezece artiști aspiranți au fost învățați să cânte și să danseze în South Beach, Florida timp de aproape patru luni.  
Gonzalez, în timpul carierei sale de actorie, a participat la seria web Los Americans (2011), care se bazează pe o abordare ce are în vedere mai multe generații, o familie de clasă mijlocie care trăiește în Los Angeles. În timpul seriei, a participat cu Esai Morales, Lupe Ontiveros, Tony Plana, Raymond Cruz, Yvonne DeLaRosa și Ana Villafañe . 
În 2009, Gonzalez a apărut în episodul Parks and Recreation Sister City în rolul lui Jhonny, internist venezuelian.  
În 2010, Gonzalez a jucat rolul principal în videoclipul pentru Kaya Rosenthal ( [./https://en.wikipedia.org/wiki/Can't_Get_You_Out_of_My_Mind Can't Get You Out of My Mind]). Gonzalez a apărut, de asemenea, în [./https://en.wikipedia.org/wiki/Banged_Up_Abroad Locked Up Abroad], [./https://en.wikipedia.org/wiki/The_Hard_Times_of_RJ_Berger Hard Times], [./https://en.wikipedia.org/wiki/How_to_Rock How to Rock], și [./https://en.wikipedia.org/wiki/Parenthood_(2010_TV_series) Parenthood].  În 2010, Gonzalez a jucat un rol în Victorious în episod ( [./https://en.wikipedia.org/wiki/Survival_of_the_Hottest Survival of the Hottest] ).  
În [./https://en.wikipedia.org/wiki/Banged_Up_Abroad Banged Up Abroad], JC Gonzalez a apărut ca fratele lui Lia McCord, care a fost arestat la aeroportul din Bangladesh pentru trafic de stupefiante. 
În 2010, în cel de-al doilea sezon al serialului Parenthood din seria comedie NBC (sezonul 2), Gonzalez a jucat rolul unui dansator în episodul The Berger Cometh . 
Tot în 2010, Gonzalez a jucat cu Ariana Grande având rolul dragostei ei în episodul victorios [./https://en.wikipedia.org/wiki/List_of_Victorious_episodes#Survival_of_the_Hottest Survival of the Hottest]. 
În [./https://en.wikipedia.org/wiki/Parenthood_(season_2) Parenthood (season 2)] , Gonzalez a jucat rolul unui tânăr al Fraternității în episodul Orange Alert . Apoi, în 2011, Gonzalez a apărut în episodul Big Time Strike de Big Time Rush . 
În 2012, Gonzalez a jucat personajul unui jucător de fotbal Bully în episodul How to Rock a Newcast a teatrului american de teatru How to Rock care a fost difuzat pe Nickelodeon în perioada 4 februarie - 8 decembrie 2012. 
În perioada 2015-2018, Gonzalez a avut roluri importante și notabile, incluzând personajul „Jake“, în episodul „ [./https://en.wikipedia.org/wiki/List_of_NCIS:_New_Orleans_episodes#Blue_Christmas Blue Christmas] “ a serialului de televiziune american  NCIS: New Orleans,  Rolul „Kyle“, în serialul de televiziune american de dramă 9-1-1 (TV ), dar și o apariție ca "DJ Diego Spiz" în  Amazon Studios din seria de televiziune Goliath (seria TV) . 
Gonzalez a jucat în Los Americans, serial apărut pe Internet lansat în mai 2011.  În 2013, Gonzalez a apărut în serialul web Blue .  Gonzalez a lucrat și pe alte seriale web, inclusiv Ragdolls în 2013. În 2015, Gonzalez a preluat rolul lui Jake în programul NCIS: New Orleans, în episodul [./https://en.wikipedia.org/wiki/List_of_NCIS:_New_Orleans_episodes Blue Christmas]. . 

## Viața personală
Gonzalez a crescut în Sugar Land, Texas, o suburbie din Houston și locuiește în prezent în Los Angeles, California. 

## Acte de caritate

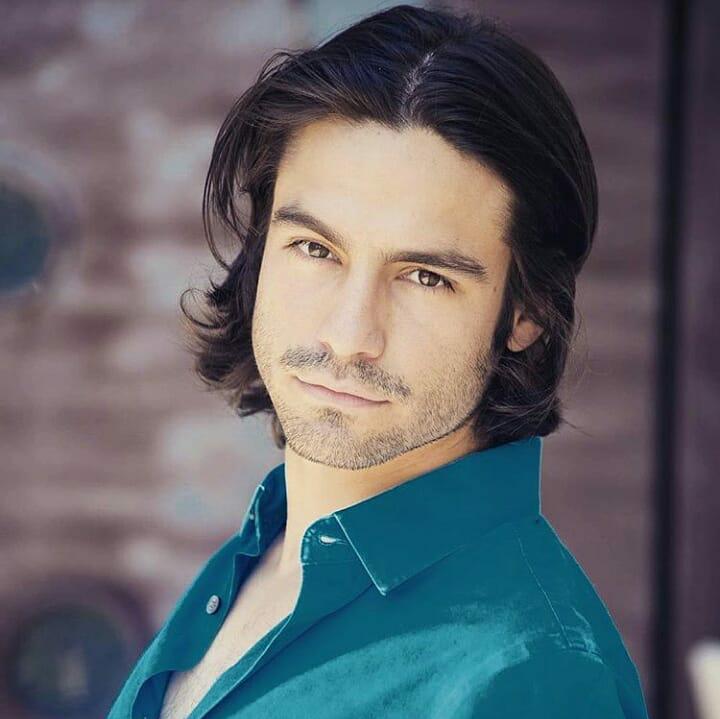

"Safe Passage", această melodie a fost cântată de JC Gonzalez pentru dezvoltarea integratoare a sănătății și pentru femeile din Watts si de dincolo,  în California, SUA. El a cântat-o la diverse adunări și festivaluri care sprijină supraviețuitoarele și victimele violenței domestice. El vrea să fie vocea acelor oameni care suferă sau au suferit violențe domestice și au supraviețuit, dar și victimelor care încă se confruntă cu această problemă, în plus, este JC este total împotriva violenței domestice. JC Gonzalez a interpretat cântecul "Passage Safe" pe scenă, scopul acestui cântec este de a transmite un mesaj tuturor oamenilor, în special celor care sunt supuși unei violențe domestice faptul că nu sunt singuri. Mai mult, JC a susținut și organizația non-profit care lupta împotriva cancerului de prostată, boală de care suferea și tatăl său. El s-a alăturat, de asemenea, altor organizații voluntare care răspândesc ajutor în lupta împotriva cancerului JC simte durerea acestor oameni pentru că a experimentat-o cu tatăl și fratele său. De la o vârstă fragedă, JC s-a alăturat asociațiilor și a participat la evenimente pentru a ajuta copiii cu condiții similare ca și fratele său Daniel, din 2001, la Spitalul pentru Copii Shriners (Houston), s-a oferit voluntar în diferite proiecte, sprijinindu-i cu proiectele muzicale din Texas și California scopul de a colecta fonduri pentru a servi diferite probleme sociale. Acest lucru arată că el nu numai că își ajută familia, fratele și tatăl său, dar încearcă să-i ajute pe toți cei care au probleme asemănătoare.  
Suportul lui JC pentru oameni nu se va termina niciodată, el va fi întotdeauna vocea pentru cei ce nu se pot exprima.  

## Filmografie

### Film și video
| An   | Titlu                                                         | Rol                             | Note                                                                                |
| ---- | ------------------------------------------------------------- | ------------------------------- | ----------------------------------------------------------------------------------- |
| 2009 | Second Coming                                                 | Ofițer de poliție (Juan Camilo) | Video                                                                               |
| 2012 | Slumber Party Slaughter                                       | Randy                           | Film                                                                                |
| 2014 | 11:11                                                         | Ryan                            | Scurtmetraj                                                                         |
| 2015 | Elena                                                         | Victor                          | Scurtmetraj                                                                         |
| 2015 | Hot Flash: The Chronicles of Lara Tate – Menopausal Superhero | Cock Block                      | Film                                                                                |
| 2017 | More Than Enough (Original title: Good After Bad)             | Collin                          | Film by Director: [./https://en.wikipedia.org/wiki/Anne-Marie_Hess Anne-Marie Hess] |
| 2018 | Ernesto's Manifesto                                           | Logan                           | Film                                                                                |

### Televiziune
| An   | Titlu                                                                       | Rol                        | notițe |
| ---- | --------------------------------------------------------------------------- | -------------------------- | --- |
| 2007 | [./https://en.wikipedia.org/wiki/Making_Menudo Making Menudo]               | JC                         | MTV Reality Show |
| 2008 | [./https://en.wikipedia.org/wiki/Locked_Up_Abroad Locked Up Abroad]         | Eliadah "Lia" McCord frate | Episod: Bangladesh National Geographic Channel                                                                        |
| 2009 | [./https://en.wikipedia.org/wiki/Parks_and_Recreation Parks and Recreation] | Jhonny                     | Episod: " Sister City "                                                                                               |
| 2010 | The Hard Times de la RJ Berger TV Series                                    | dansator cu cutit          | Episod [./https://en.wikipedia.org/wiki/The_Hard_Times_of_RJ_Berger#The_Berger_Cometh The Berger Cometh]              |
| 2010 | Victorios                                                                   | Ben                        | Episod: [./https://en.wikipedia.org/wiki/List_of_Victorious_episodes#Survival_of_the_Hottest Survival of the Hottest] |
| 2010 | [./https://en.wikipedia.org/wiki/Parenthood_(2010_TV_series) Parenthood]    | Tânărul din fraternitate   | Episod: Orange Alert                                                                                                  |
| 2011 | [./https://en.wikipedia.org/wiki/Big_Time_Rush Big Time Rush]               | Costart                    | Episod: Big Time Strike                                                                                               |
| 2012 | [./https://en.wikipedia.org/wiki/How_to_Rock How to Rock]                   | Jucător de fotbal Bully    | Episod: Cum să rock un Newscast, Seriale TV                                                                           |
| 2013 | RagDolls                                                                    | Mateo                      | Episoade: Bésame Mucho; The Sexy Bra; Undercover Date Agent; The Pot Shop                                             |
| 2014 | [./https://en.wikipedia.org/wiki/I_Didn't_Do_It_(TV_series) I Didn't Do It] | Mike                       | Episod: Lindy Nose Best                                                                                               |
| 2015 | NCIS: New Orleans                                                           | Jake                       | Episod: "[./https://en.wikipedia.org/wiki/List_of_NCIS:_New_Orleans_episodes#Blue_Christmas Blue Christmas]"          |
| 2018 | [./https://en.wikipedia.org/wiki/9-1-1_(TV_series) 9-1-1 (TV series)]       | Kyle                       | Seriale TV |
| 2018 | [./https://en.wikipedia.org/wiki/Goliath_(TV_series) Goliath (TV series)]   | DJ Diego Spiz              | Seriale TV |

### Episoade web
| An   | Titlu                                                                            | Rol                | Note |
| ---- | -------------------------------------------------------------------------------- | ------------------ | --- |
| 2009 | Love Fifteen                                                                     | Fiul lui Cindy Lee | Cindy Lee ( Paola Turbay ) |
| 2011 | [./https://en.wikipedia.org/wiki/Los_Americans Los Americans] by Dennis E. Leoni | Paul Valenzuela    | Episoade: Going to Mexico; The Truth Hurts; Secrets; Lead Us Not Unto Temptation; Family Heirloom; The Legacy; Fish and House Guests; Happy Birthday                                                     |
| 2013 | [./https://en.wikipedia.org/wiki/Blue_(web_series) Blue (web series)]            | Harry              | Episod: [./https://en.wikipedia.org/wiki/Blue_(web_series)#What_Kind_Of_A_Name_Is_Blue? What Kind of a Name Is Blue?] by [./https://en.wikipedia.org/wiki/Rodrigo_Garc%C3%ADa_(director) Rodrigo Garcia] |

### Reclame
| Comercial                                                                             | Rol       | Canal                    |
| ------------------------------------------------------------------------------------- | --------- | ------------------------ |
| Honda Fit (engleză / spaniolă)                                                        | Principal | Național                 |
| Jack in the Box (spaniolă)                                                            | Principal | Național                 |
| Houston Community College Instituțional Comercial                                     | Principal | Regional                 |
| Hasbro Nerf Vulcan                                                                    | Principal | Regional                 |
| [./https://en.wikipedia.org/wiki/Academy_Sports_+_Outdoors Academy Sports + Outdoors] | Principal | Regional                 |
| [./https://en.wikipedia.org/wiki/Houston_Community_College Houston Community College] | Principal | Regional (instituțional) |
| [./https://en.wikipedia.org/wiki/National_Car_Rental National Car Rental]             | Principal | Pe net                   |
| Fiesta Rock                                                                           | Principal | Regional                 |
| Connect EDU                                                                           | Principal | Pe net                   |
| Nintendo Wii                                                                          | Principal | Național                 |
| KFC                                                                                   | Principal | Național                 |
| AT & T                                                                                | Principal | Național                 |
| Ford Focus                                                                            | Principal | Național                 |

### Melodii
| An   | Titlu                  | Gen            | Gen      | Album                     |
| An   | Titlu                  | EEUU R &amp; B | EEUU Rap | Album                     |
| ---- | ---------------------- | -------------- | -------- | ------------------------- |
| 2015 | Equation of Love       | -              | -        | Equation of Love – Single |
| 2015 | Quiet Game             | -              | -        | Quiet Game – Single       |
| 2015 | Cupid                  | -              | -        | AwakIN                    |
| 2015 | Zoom                   | -              | -        | Zoom - Single             |
| 2015 | Prendete               | -              | -        | AwakIN                    |
| 2016 | Solitary Conversations | -              | -        | 2moonS                    |
| 2016 | Luchando               | -              | -        | 2moonS                    |
| 2016 | Let me be me           | -              | -        | 2moonS                    |

1. ↑   "Colombiano Rumbo a Menudo" ziarul El Tiempo, Revista Carrusel http://www.eltiempo.com/carrusel publicat în noiembrie 2007. Preluat la 16 februarie 2016
2. ↑   "De la Breakbeats la Heartbreaks" din US Weekly http://www.usmagazine.com publicat în 29 octombrie 2007 accesat în 18 februarie 2016
3. ↑  Gonzalez, Juan Camilo (23 august 2018). „Bio-JC Gonzalez”. Accesat în 23 august 2018.
4. 1 2  Romero Salamanca, Guillermo (10 ianuarie 2018). „JC Gonzalez: una creciente carrera en el canto”. Pantallazos. Arhivat din original la 21 august 2018. Accesat în 17 ianuarie 2018.
5. 1 2  Laura Rojas (22 iulie 2013). „JC alterna con estrellas de Hollywood”. Gente de Cañaveral. Accesat în 11 februarie 2018.
6. ↑  Munoz, Constanza (15 mai 2013). „Entre los latinos con mayor potencial en la actuación”. Cipres de Colombia. p. 17. Accesat în 10 martie 2016.
7. ↑  „JC Gonzalez in Famous Alumni Clements High School (Sugar Land, TX) | PeopleMaven”. PeopleMaven. Accesat în 23 august 2018.
8. 1 2 3  Joey Guerra (13 noiembrie 2007). „Menudo recipe features Sugar Land teen JC Gonzalez”. Houston Chronicle. Arhivat din original la 26 iulie 2018. Accesat în 18 ianuarie 2018.
9. ↑  Portal: Pantallazos de Noticias, "Hotel San Carlos:50 años de pujanza santandereana" http://www.pantallazosnoticias.com.co/news/depunjazasantandreana/ Arhivat în 12 iunie 2018, la Wayback Machine., published: 5 mai 2018. Retrieved 17 iunie 2018
10. ↑  Portal: Pantallazos, Every Day Challenge to Life: no pain no gain, http://www.pantallazosnoticias.com.co/news/todos-los-dias-reto-a-la-vida-sin-dolor-no-hay-ganancia/ Arhivat în 12 ianuarie 2019, la Wayback Machine., published: 9 octombrie 2018. Retrieved January 2019
11. ↑  „Colmundo Radio Interview”. Radio (în spaniolă). 28 iunie 2018. Accesat în 23 august 2018.[sursă primară][sursă primară][sursă primară]
12. ↑  „JC Gonzalez, Un Latino Denominado "El Lord De La Música POP"”. alianzainformativa.net (în spaniolă). Arhivat din original la 11 august 2018. Accesat în 23 august 2018.
13. ↑  "JC GONZÁLEZ, EL CANTANTE COLOMBIANO QUE CONQUISTA CALIFORNIA" Arhivat în 29 martie 2019, la Wayback Machine. by Vilma Nieto published 13 februarie 2019. Retrieved 14 februarie 2019
14. ↑  „Música "Cantar en inglés y español es como tener una espada con doble filo: JC Gonzalez"”. Arameo, Prensa & Comunicación (în spaniolă). Arhivat din original la 13 iulie 2018. Accesat în 23 august 2018.
15. ↑  "JC Gonzalez de actor a cantautor consagrado en Estados Unidos" by Juan Jose Fonseca published 25 ianuarie 2016. Retrieved 18 ianuarie 2018
16. 1 2  Ardila, Euclides Kilo (28 martie 2016). „JC Gonzalez brilla con su talento en Estados Unidos” (în engleză). Vanguardia Liberal. Arhivat din original la 21 august 2018. Accesat în 29 martie 2016.
17. 1 2  Mingo Banda (23 februarie 2016). „JC Gonzalez, forjador de su propio exito”. Semana News. Arhivat din original la 6 iulie 2017. Accesat în 18 ianuarie 2018.
18. ↑  „The making of the new Menudo”. Los Angeles Times.
19. ↑  Maria Ashraf (6 martie 2019). „JC GONZALEZ "THE LORD OF POP MUSIC"”. spread your wings. Accesat în 7 martie 2019.
20. ↑  Gurza, Agustin (15 aprilie 2007). „Remaking the band: MTV revives Menudo”. The Seattle Times. Accesat în 12 ianuarie 2016.
21. ↑  Joey Guerra. „Three big helpings of Menudo, with a twist”. The Houston Chronicle. Arhivat din original la 5 octombrie 2013. Accesat în 5 aprilie 2016.
22. ↑   "Survival of the cutest" http://www.peopleenespanol.com Publicat în decembrie 2007 / ianuarie 2008 consultat 18 februarie 2016
23. ↑  „JC Gonzalez: La música, como un diario infinito | ELESPECTADOR.COM”. ELESPECTADOR.COM (în spaniolă). 20 iunie 2018. Accesat în 23 august 2018.
24. ↑  Estela Monterrosa (21 martie 2018). „JC Gonzalez es profeta en USA y pronto en Colombia”. La Chachara (în spaniolă). Arhivat din original la 17 februarie 2019. Accesat în 23 august 2018.
25. ↑  Romero, Guillermo (28 noiembrie 2017). „JC Gonzalez es un cantante”. Viajar International Magazine. Arhivat din original la 16 februarie 2019. Accesat în 13 decembrie 2017.
26. 1 2   Singh, Ruchi (10 decembrie 2015) "NCIS: Sezonul 2 al New Orleans: Echipa NCIS investighează o serie de spargeri în timpul Crăciunului . Recuperat la 12 ianuarie 2016.
27. ↑  eesparza (12 august 2012). „"Los Americans": Imagen 2012 Best Drama Web Series Winner!”. Latin Heat. Arhivat din original la 3 august 2018. Accesat în 11 februarie 2018.
28. ↑  „Slumber Party Slaughter (2012) – Rebekah Chaney | Synopsis, Characteristics, Moods, Themes and Related | AllMovie”. AllMovie. Accesat în 23 august 2018.
29. ↑  „Menudo Inexplicably Making A Comeback on MTV”. CINEMABLEND. 4 octombrie 2007. Accesat în 23 august 2018.
30. ↑  Fowler, Matt (16 octombrie 2009). „Parks and Recreation: "Sister City" Review”. WebCite. Arhivat din original la 11 ianuarie 2012. Accesat în 23 ianuarie 2010.
31. ↑  McCandless, Eric (9 august 2014). „JC Gonzalez”. TeenInfoNet. Serenity New. Arhivat din original la 21 august 2018. Accesat în 20 aprilie 2016.
32. ↑  Singh, Ruchi (10 decembrie 2015) 'NCIS: New Orleans' Season 2 spoilers: The 'NCIS' team investigates a series of burglaries during Christmas. Retrieved 12 ianuarie 2016.